# 25-та піхотна дивізія (Третій Рейх)
25-та піхотна дивізія (Третій Рейх) (нім. 25. Infanterie-Division) — піхотна дивізія Вермахту за часів Другої світової війни. 15 листопада 1940 року перетворена на 25-ту моторизовану дивізію.

## Історія
25-та піхотна дивізія сформована 1 квітня 1936 року в Людвігсбурзі в V військовому окрузі під час 1-ї хвилі мобілізації.

## Райони бойових дій
- Німеччина (квітень 1936 — вересень 1939);
- Польща (вересень — жовтень 1939);
- Німеччина (жовтень 1939 — травень 1940);
- Франція (травень — вересень 1940);
- Німеччина (вересень — листопад 1940).

## Командування

### Командири
- генерал-майор Губерт Шаллер-Каліде (нім. Hubert Schaller-Kalide) (1 квітня — 6 жовтня 1936);
- генерал-майор, з 1 березня 1938 генерал-лейтенант Кристіан Гансен (нім. Christian Hansen) (6 жовтня 1936 — 15 жовтня 1939);
- генерал-лейтенант Еріх-Генріх Клосснер (нім. Heinrich Clößner) (15 жовтня 1939 — 15 листопада 1940).

## Нагороджені дивізії
Нагороджені дивізії
|  | Кавалери Лицарського хреста Залізного хреста | 4 |